# Apsirt (veterinari)
Apsirt (en grec antic: Ἄψυρτος) fou un destacat veterinari de l'antiga Grècia nascut a Bitínia (a Prusa o a Nicomèdia), segons la Suda i Eudòxia Macrembolitissa.
Va servir amb Constantí a la campanya del Danubi, i normalment s'entén que era Constantí el Gran, a l'any 322. Part dels seus escrits s'inclouen als Veterinariae Medicinae Libri Duo, obra editada a París l'any 1530 per Jean Ruel.